# 윤병희 (체조 선수)
윤병희(1976년 2월 15일~)는 대한민국의 리듬 체조 선수로, 1992년 하계 올림픽에 참가했다.